# Uchacq-et-Cezeron
Ancienne commune des Landes, la commune de Uchacq-et-Cezeron a existé de 1790-1794 à 1825. Elle a été créée entre 1790 et 1794 par la fusion des communes de Cezeron et d'Uchacq. En 1823 elle a fusionné avec la commune de Parentis pour former la nouvelle commune de Uchacq-et-Parentis.